# جوربانیت
جوربانیت (به انگلیسی: Jurbanite) با فرمول شیمیایی  AlSO4(OH)·5H2O یک کانی تک‌شیب سولفات و آلومینیوم است.